# Gonzalo Martínez de Oviedo
Gonzalo Martínez de Oviedo (Oviedo, siglo XIV). Noble asturiano que llegó a ser maestre de la Orden de Alcántara.

## Biografía
Luis Alfonso de Carvallo, autor de la primera Historia de Asturias, señala que su padre fue Nicolás Martínez de Oviedo y su tío Gonzalo Rodríguez del Porral. Estuvo al servicio de Alfonso XI, y por sus buenos oficios, el monarca le concedió abundantes mercedes, como designarle maestre de la Caballería de la Orden de Alcántara, concediéndole los castillos, lugares y fortalezas de la Orden. Con Alfonso XI, se enroló en la milicia contra Aragón. Asimismo, fue jefe militar en su contienda contra los moros. Entre sus distintos éxitos militares, cabe destacar haber matado al rey Abd el Malik, así como a los millares de cautivos que tomó en Algeciras. Pero, como criticó públicamente los ilícitos amoríos de Alfonso XI con Leonor de Guzmán, suscitó la ira del monarca, que ordenó su comparecencia; algunas versiones señalan también que Leonor lo detestaba por no haber apoyado Gonzalo la candidatura de su hermano al maestrazgo de Santiango. Pero Gonzalo no compareció y, convocando a los caballeros de su orden y solicitando apoyo al rey de Portugal —que éste denegó—, se dispuso a resistir. Al final, cercado en Valencia de Alcántara, y sin opciones, se rindió con su mesnada, en la que se encontraban múltiples soldados asturianos. Alfonso Fernández Coronel, su principal enemigo, lo mató. 
Fue padre de Diego González de Oviedo, merino mayor de León y Asturias, leal a Pedro I, con quien estuvo hasta su muerte, en 1369, y que luego pudo entrar al servicio del trastámara Juan I.